# Platinpreis
Der Platinpreis ist der Marktpreis für das Edelmetall Platin, angegeben pro Feinunze in US-Dollar. Die Weltmarktpreise für Platin werden täglich auf dem London Platinum and Palladium Market ermittelt.

## Allgemeines
Die Preisbildung ergibt sich durch Angebot und Nachfrage auf dem Teilmarkt des Platinmarkts. Einflussgrößen beim Angebot sind die Platingewinnung und Recycling, bei der Nachfrage spielen insbesondere Emotionen (etwa die Angst vor der Inflation), Ereignisse (politische Ereignisse), Erwartungen und nicht zuletzt die Spekulation eine Rolle. Vergleichbar sind Goldpreis, Silberpreis oder Palladiumpreis.

## Geschichte

### Frühe Neuzeit

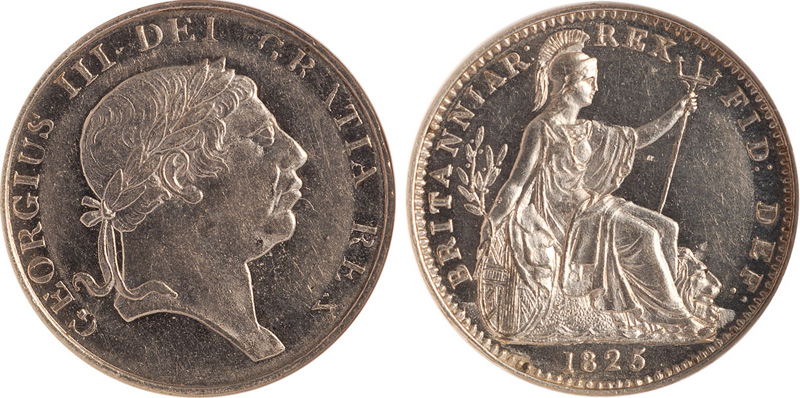
Britische Platinmünze von 1825

Im 17. Jahrhundert wurde Platin noch als unbrauchbares und wertloses Metall angesehen. Es verursachte im spanischen Kolonialreich als lästiges Begleitmaterial beim Goldsuchen große Probleme. Man hielt es für „unreifes“ Gold und warf es wieder in die Flüsse Ecuadors zurück. Da es ein ähnliches spezifisches Gewicht wie Gold hat und selbst im Feuer nicht anlief, wurde es zum Verfälschen desselben verwendet. Daraufhin erließ die spanische Regierung ein Exportverbot. Sie erwog sogar, sämtliches bis dato erhaltenes Platin im Meer zu versenken, um Platinschmuggel und Fälscherei zuvorzukommen und davor abzuschrecken.
Die erste europäische Erwähnung stammt von dem italienischen Humanisten Julius Caesar Scaliger aus dem 18. Jahrhundert. Er beschreibt ein mysteriöses weißes Metall, das sich allen Schmelzversuchen entzog. Eine ausführlichere Beschreibung der Eigenschaften findet sich in einem 1748 veröffentlichten Bericht von Antonio de Ulloa. 1750 stellte der englische Arzt William Brownrigg gereinigtes Platinpulver her. Louis Bernard Guyton de Morveau fand im Jahre 1783 ein einfaches Verfahren, um Platin industriell zu gewinnen.

### 19. Jahrhundert

Platinrubel von 1842. Die russischen Rubel waren de facto die einzigen Platinmünzen, die ein Staat jemals als reguläre Umlaufmünze ausgegeben hat.

1825 prägte die Royal Mint eine Platinmünze zu Testzwecken.
1819 wurden im Ural umfangreiche Gold- und Platinlagerstätten gefunden und ausgebeutet. Jährlich fielen etwa 1000 kg Platin an, und da die russische Regierung unter Zar Nikolaus I. hierfür ebenso wenig Interessenten fand wie seinerzeit die Spanier, prägte sie ab 1828 aus dem Metall den Platinrubel, der neben den Goldmünzen umlaufen sollte (Ukas vom 24. April (6. Mai) 1828). Die Wertrelation Platin zu Gold wurde mit 3:1 festgesetzt, doch da der Platinpreis am freien Markt niedriger lag, wurden die Platinmünzen nicht gern in Zahlung genommen.
Da das Münzplatin in Russland 289 Rubel je kg kostete und für 1 kg Reinplatin an der Pariser Börse 374 Francs bezahlt wurden, waren die Platinmünzen minderwertig und daher nicht nur wegen der Verwechslung mit dem Silbergeld im Lande unbeliebt. Die „Neueste Münzkunde“ bezifferte den wahren Wert eines „Platindukaten“ (= 3 Rubel) mit 1 Rubel und 63 Kopeken, was die offizielle russische Überbewertung der Platinmünzen deutlich machte. Da der Platinpreis entgegen den russischen Erwartungen gegenüber dem Gold- und Silberpreis nicht stieg, gingen die Münzen an die Staatskassen zurück.
1845 wurde die Prägung des Platinrubel deshalb wieder eingestellt (Ukas vom 10. (22.) Juni 1845). Zu dieser Zeit kamen aus Russland ungefähr 90 Prozent des Platinangebotes; die Jahresgewinnung stieg von 1000 kg bis auf fast 5000 kg. Die Folge war ein weiterer Preisverfall. Der russische Großindustrielle Anatole Demidoff di San Donato, Besitzer der reichen Gold- und Platinminen von Nischni Tagil im Ural, regte auch nach 1845 immer wieder an, dass in Russland Platinmünzen weitergeprägt wurden; aber alle seine Versuche misslangen. Mit der fortschreitenden Industrialisierung in der Welt wurde schließlich der wirkliche Wert dieses Edelmetalls erkannt.
Die vielfältige Verwendbarkeit des Metalls in der Industrie ließ den Platinpreis Ende des 19. und zu Beginn des 20. Jahrhunderts deutlich ansteigen: 1880 hatte sich der Preis so weit erholt, dass er ein Drittel des Goldpreises betrug. In Deutschland kostete 1 kg 1880 noch 600 Goldmark, 1885 etwa 1000 Goldmark, 1890 bereits 2500 Goldmark und war damit etwa preisgleich mit Gold. 1906 waren 5000 Goldmark aufzuwenden. In den USA stieg der Preis von 6 US-Dollar pro Feinunze 1900 auf 20 US-Dollar pro Feinunze 1901. Platin war damit so teuer wie Gold und wurde gleichzeitig zum begehrten Schmuckmetall.

### 20. Jahrhundert

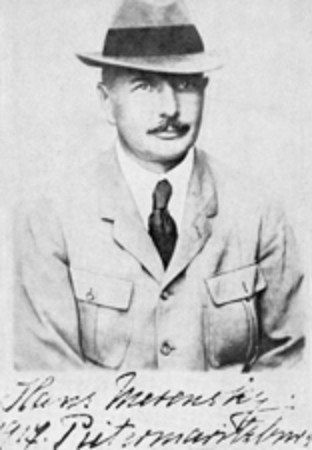
Hans Merensky entdeckte 1924 in Südafrika die bedeutendste Platinlagerstätte der Erde. Die Entdeckung führte zu einem Sturz des Platinpreises.

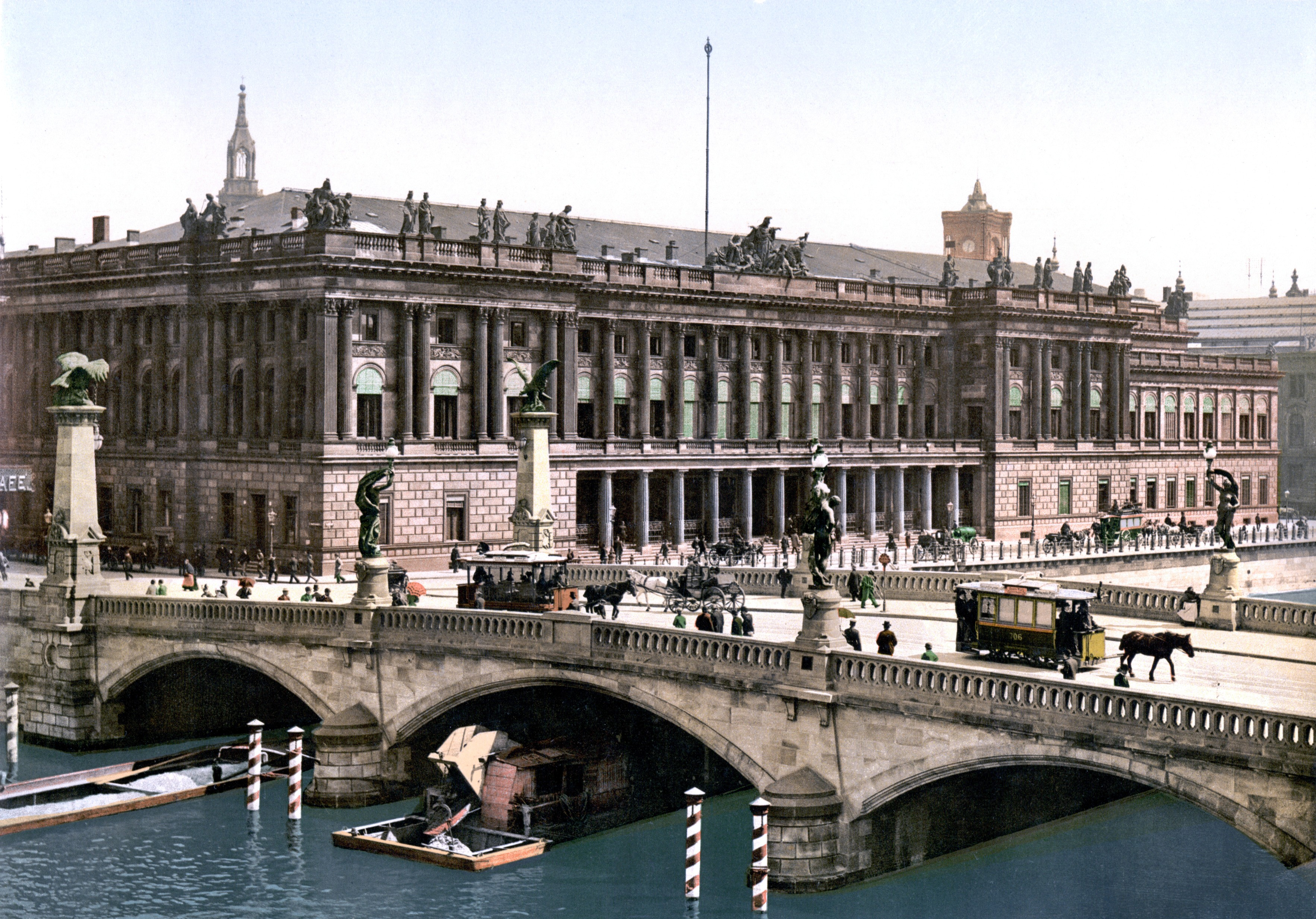
Börse Berlin. Im November 1923 stieg der Platinpreis auf 18 Billionen Papiermark pro Feinunze.

Von 1876 bis 1880 wurden in Russland 8760 kg gewonnen, von 1896 bis 1900 bereits 24.340 kg. Da in Russland selbst keine Industrie für die Platinverarbeitung vorhanden war, wurde das Metall in die USA und nach Europa exportiert; allein 1910 wurden 8484 kg Rohplatin ausgeführt, davon über 2000 kg nach Deutschland. Nach der Oktoberrevolution 1917 ging diese Metallgewinnung zunächst rapide zurück; sie fiel von 5500 kg (1914) auf 185 kg (1921), während der Preis in den Jahren des Ersten Weltkrieges noch mehr gestiegen war und den des Goldes bald um das Fünffache übertraf. In den USA wurde am 26. Januar 1920 mit 154,23 US-Dollar pro Feinunze ein Höchststand erreicht.
In Deutschland kostete Platin 1913, unmittelbar vor dem Krieg, 6.000 Papiermark pro kg. Der Platinpreis lag damit doppelt so hoch wie der Goldpreis. 1921 schwankte der Preis mit den Devisenkursen zwischen 100.000 (Januar) und 700.000 (Anfang November), im Jahresdurchschnitt betrug er 217.000 Papiermark pro kg. Während der deutschen Hyperinflation hatte das Edelmetall 1922 bei einer Geldentwertung um mehr als das Tausendfache den 1700-fachen Vorkriegspreis erreicht.
Am 19. Oktober 1922 stieg der Platinpreis an der Hamburger Börse auf 8.650.000 Papiermark pro kg; da Gold am gleichen Tag bei 2.100.000 Papiermark, Silber bei 64.500 Papiermark notierte, betrug der Platinpreis somit das Vierfache des Goldpreises und das 134fache des Silberpreises. Ende Oktober 1922 stand Platin nominell bei 10 Millionen Papiermark pro kg. Da Platin auf dem deutschen Edelmetallmarkt ganz verschwunden war – man handelte an der Börse Berlin nur noch Altplatin – wurden die offiziellen Notierungen in Hamburg eingestellt. In Berlin stieg der Preis von 145 Papiermark pro Feinunze im Juli 1921 auf 18 Billionen Papiermark pro Feinunze im November 1923.
1924 entdeckte der Geologe Hans Merensky im nördlichen Transvaal in Südafrika das nach ihm benannte Merensky Reef, die bedeutendste Platinlagerstätte der Erde. Eine ähnliche Lagerstätte wurde dann noch im Great Dyke in Nordrhodesien entdeckt, und überdies fand man Platin als Nebenmetall in den Gold- und später auch in den Uranbergwerken Südafrikas. So verlagerte sich der Schwerpunkt der Weltplatingewinnung nach Südafrika.
Der Platinpreis stieg 1924 auf das Sechsfache des Goldpreises. Die Stellung der Sowjetunion gegen das internationale Verkaufssyndikat, die wiederansteigende sowjetische Platinproduktion und die Entdeckung der riesigen Platinvorkommen in Südafrika ließ den Platinpreis 1926 abbröckeln. 1927 und 1928 konnte zwar noch ein im Durchschnitt vierfacher Goldpreis gehalten werden, aber 1929 ging er auf den dreifachen, 1930 zeitweise auf den eineinhalbfachen Goldpreis zurück. Die Weltwirtschaftskrise mit ihrer immer geringeren Edelmetallnachfrage brachte 1931 vorübergehend den Platinpreis in die Nähe des Goldpreises. Das Einlenken der Sowjetunion, die sich 1931 dem Weltplatinkartell anschloss, ließ 1932 den Platinpreis für kurze Zeit den doppelten Goldpreis erreichen. An der New York Mercantile Exchange (NYMEX) notierte Platin im Februar 1933 bei 21,67 US-Dollar pro Feinunze und damit um 86 Prozent tiefer als 1920.
Die in Etappen durchgeführte Abwertung von Pfund Sterling und US-Dollar 1931/1935 und die Furcht vor weiteren Abwertungen gaben dem Platinpreis in London Ende 1935 bei 158 Schilling pro Feinunze einen Rückhalt. Der Goldpreis lag bei 141 Schilling pro Feinunze. Ende 1938 kostete Platin mit 150 Schilling nur 1 Schilling mehr als Gold. Nachdem Großbritannien im September 1939 vom Goldstandard abgegangen war, unterlag der bis dahin stabile Goldpreis teilweise recht erheblichen Schwankungen, und vorübergehend konnten die Goldnotierungen wieder über den Platinpreis steigen. Prinzipiell blieb Platin auch in der Folge das wertvollere Metall. Ende 1939 stabilisierte die Bank of England den Goldpreis bei 168 Schilling, sodass nur noch die Preisschwankungen des Platins zu berücksichtigen blieben. Die Platinnotierung lag mit 200 Schilling um nicht weniger als 32 Schilling über dem Goldpreis. 1940 ging der Platinpreis auf 180 Schilling zurück, und die Differenz zwischen beiden Notierungen betrug noch 12 Schilling zugunsten des Platins.
Die hohe Nachfrage seit Beendigung des Zweiten Weltkrieges, die den Platinpreis bis 1956 auf 104,00 US-Dollar pro Feinunze in die Höhe trieb und die Produktion steigerte, wurde 1957 von einer Baisse abgelöst; schon 1958 erreichte die Notierung mit 53,50 US-Dollar pro Feinunze ihren tiefsten Punkt. Seither war wieder eine langsame Erhöhung zu verzeichnen: ein Anzeichen für die ständig zunehmende Nachfrage. Mitte des Jahres 1968 betrug der Preis für Platin 40.000 Deutsche Mark (DM), im Herbst 1969 noch 24.800 DM, sank aber weiter und kostete in der Zeit von Januar bis Juni 1972 noch 13.200 DM. Im Juli 1974 war der Preis für 1 kg wieder auf 19.200 DM angestiegen.
Zwischen 1971 und 1980 wuchs der Platinpreis in US-Dollar um das Elffache. In den 1970er Jahren herrschte in den Industrieländern Stagflation mit starker Inflation, schwacher Wirtschaftsentwicklung, niedriger Produktivität und hoher Arbeitslosigkeit. Dieser Zeitabschnitt war gekennzeichnet durch eine große Verunsicherung der Finanzwelt, Ölkrise, einen starken Anstieg der US-Staatsverschuldung, eine massive Ausweitung der Geldmenge und einer Flucht der Kapitalanleger in Sachwerte. Am 6. März 1980 stieg der Preis für den Platin-Future an der New York Mercantile Exchange (NYMEX) auf einen Höchststand von 1045,00 US-Dollar pro Feinunze. Der Kurs für den Gold-Future lag bei 636,00 US-Dollar.
Am 21. Juni 1982 notierte Platin bei 246,00 US-Dollar und damit um 76,5 Prozent tiefer. Von 1989 bis 1999 verblieb der Preis in einer Handelsspanne zwischen etwa 300 bis 600 US-Dollar.

### 21. Jahrhundert

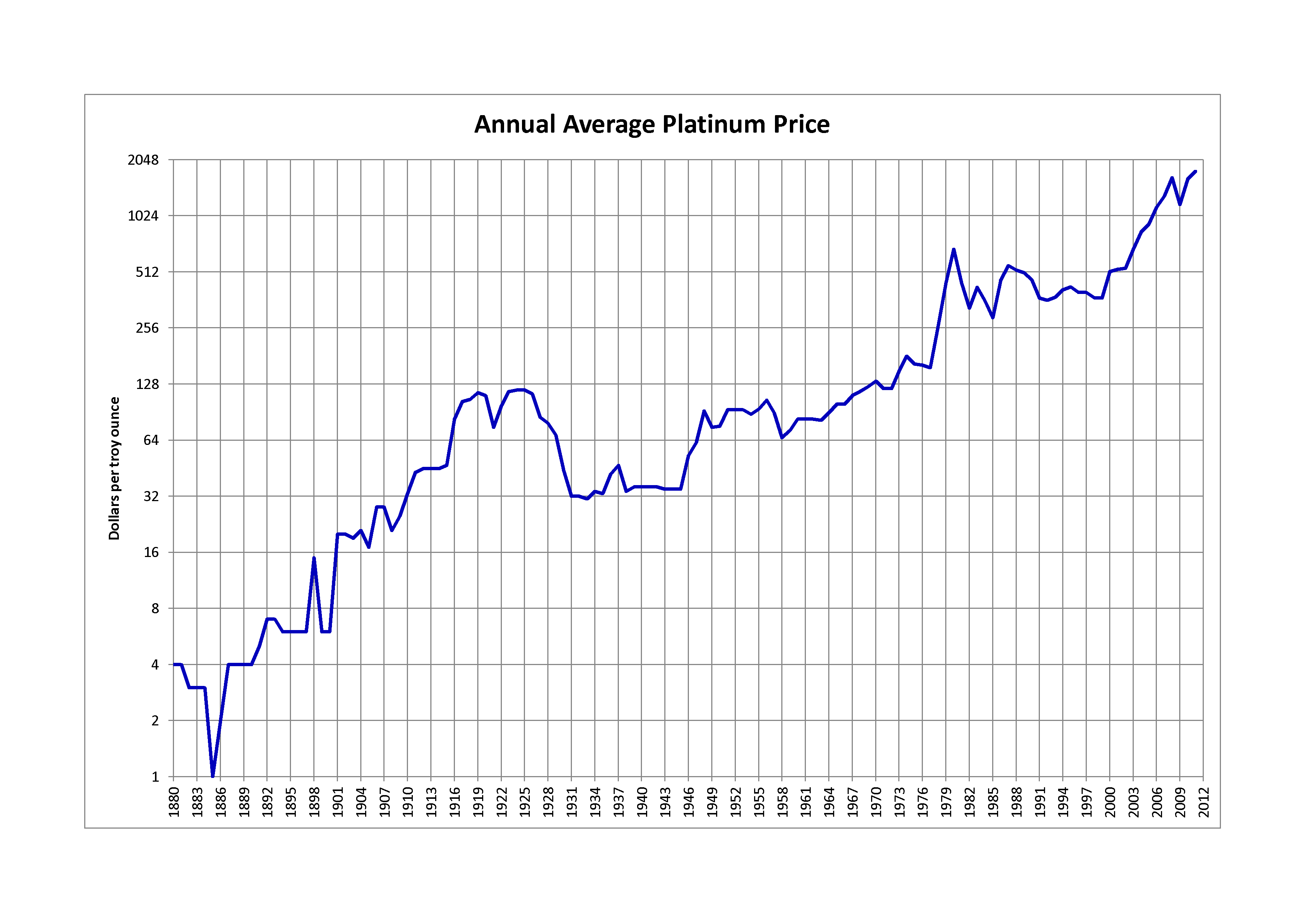
Platinpreis in US-Dollar pro Feinunze 1880–2011

Zu Beginn des 21. Jahrhunderts begann der Platinpreis stark zu steigen. Er überwand mit der allgemeinen Rohstoffhausse 2005 die 1000-Dollar-Marke und markierte am 4. März 2008 mit 2308,80 US-Dollar pro Feinunze ein Allzeithoch. Da der Goldpreis am gleichen Tag bei 989,80 US-Dollar pro Feinunze notierte, betrug der Platinpreis somit das 2,3fache des Goldpreises. Gründe für den Preisanstieg waren vor allem das Wachstum der Staatsverschuldung in den USA und Europa sowie die Schwächung des Dollars gegenüber den Weltwährungen. Auch ein weltweiter Versorgungsengpass, steigende Nachfrage sowie Probleme im Förderland Südafrika spielten eine Rolle. Das Land produzierte 75 Prozent des Edelmetalls, Stromknappheit behinderte jedoch die Förderung in den Platinminen.
Im Verlauf der internationalen Finanzkrise, die im Sommer 2007 in der US-Immobilienkrise ihren Ursprung hatte, begann der Platinpreis zu sinken. Ab Herbst 2008 wirkte sich die Krise zunehmend auf die Realwirtschaft aus. In Folge brachen Aktien, Rohstoffe und Edelmetalle weltweit ein. Am 27. Oktober 2008 notierte der Kurs in New York auf einem Tiefststand von 762,10 US-Dollar pro Feinunze. Der Rückgang seit dem Allzeithoch am 4. März 2008 liegt bei 67,0 Prozent. Die Krise hatte sämtliche Anlageklassen abstürzen lassen. Danach blieb die Preisentwicklung volatil.
Am 23. August 2011 wurde für den Platin-Future ein Preis von 1918,35 US-Dollar ermittelt. Erstmals seit fast drei Jahren lag der Preis damit unter einer Feinunze Gold. Zuletzt sank der Platinpreis im Herbst 2008 auf das Niveau des Goldpreises ab. Am 29. Dezember 2011 stand der Kurs für den Platin-Future bei 1348,05 US-Dollar. 2011 und 2012 entwickelten sich die Preise von Gold und Platin zu Ungunsten des weißen Edelmetalls. Denn im Gegensatz zum Gold ist Platin weniger ein Anlagemetall, sondern wird hauptsächlich industriell benötigt. Die Eurokrise ließ die Nachfrage zurückgehen.
Am 15. Januar 2013 war Platin mit zeitweise 1706,40 US-Dollar erstmals seit März 2012 teurer als Gold. Grund war die Mitteilung von Anglo American Platinum, dem größten Platinproduzenten der Welt, nach zahlreichen Streiks und aufgrund gestiegener Kosten vier Förderschächte in Südafrika komplett zu schließen und die Union-Mine in Rustenburg zu verkaufen. Damit werde die Platinproduktion um bis zu 19 Prozent pro Jahr fallen. Zugleich sollen rund 14.000 Bergarbeiter entlassen werden, was zu neuen Streiks und Produktionsausfällen führen könnte.
In den Folgejahren sank der Platinpreis mehr oder minder stetig, etablierte sich bei deutlich unter 1.000 US-Dollar und ist damit seit geraumer Zeit deutlich billiger als Gold (Stand November 2019).

## Platinmarkt

### Marktmechanismen

Orte mit Förderung von Platinmetallen

Platinnachfrage und Platinangebot ändern sich häufig. Deshalb ist der Platinpreis sehr volatil. Das heißt, er schwankt auch innerhalb kurzer Zeiträume beträchtlich. Der Platinpreis wird in US-Dollar gehandelt und ist zum Dollarpreis umgekehrt proportional. Fällt also der Dollarkurs, steigt in der Regel der Platinkurs.
Platin hat eine viel kürzere Geschichte in der Finanzbranche als Gold oder Silber, die seit den antiken Zivilisationen bekannt sind. Es ist relativ knapp unter den Edelmetallen. Weltweit konnte Platin bisher an rund 380 Fundorten nachgewiesen werden. Eine nennenswerte Platinförderung gibt es hauptsächlich in Südafrika, Russland, Kanada, Simbabwe, USA und Kolumbien. Die größten Reserven befinden sich im Bushveld-Komplex in Südafrika, einem der größten Intrusivkomplexe von basischen Schmelzen der Erde. Die Konzentration an Lagerstätten von seltenen Metallen wie Platin und Chrom ist von weltpolitischer Bedeutung.
Etwa die Hälfte der Jahresproduktion von Platin wird für die Herstellung von Fahrzeugkatalysatoren verbraucht. Drosselt die Automobilindustrie ihre Produktionszahlen, so sinkt die Nachfrage nach dem Edelmetall und damit auch der Platinpreis erheblich. Der Platinmarkt ist, in US-Dollar bewertet, wesentlich kleiner als der Goldmarkt. Fließt viel internationales Anlagekapital in einen so kleinen Markt, kommt es schnell zu großen Preissprüngen.

### Handelsplätze

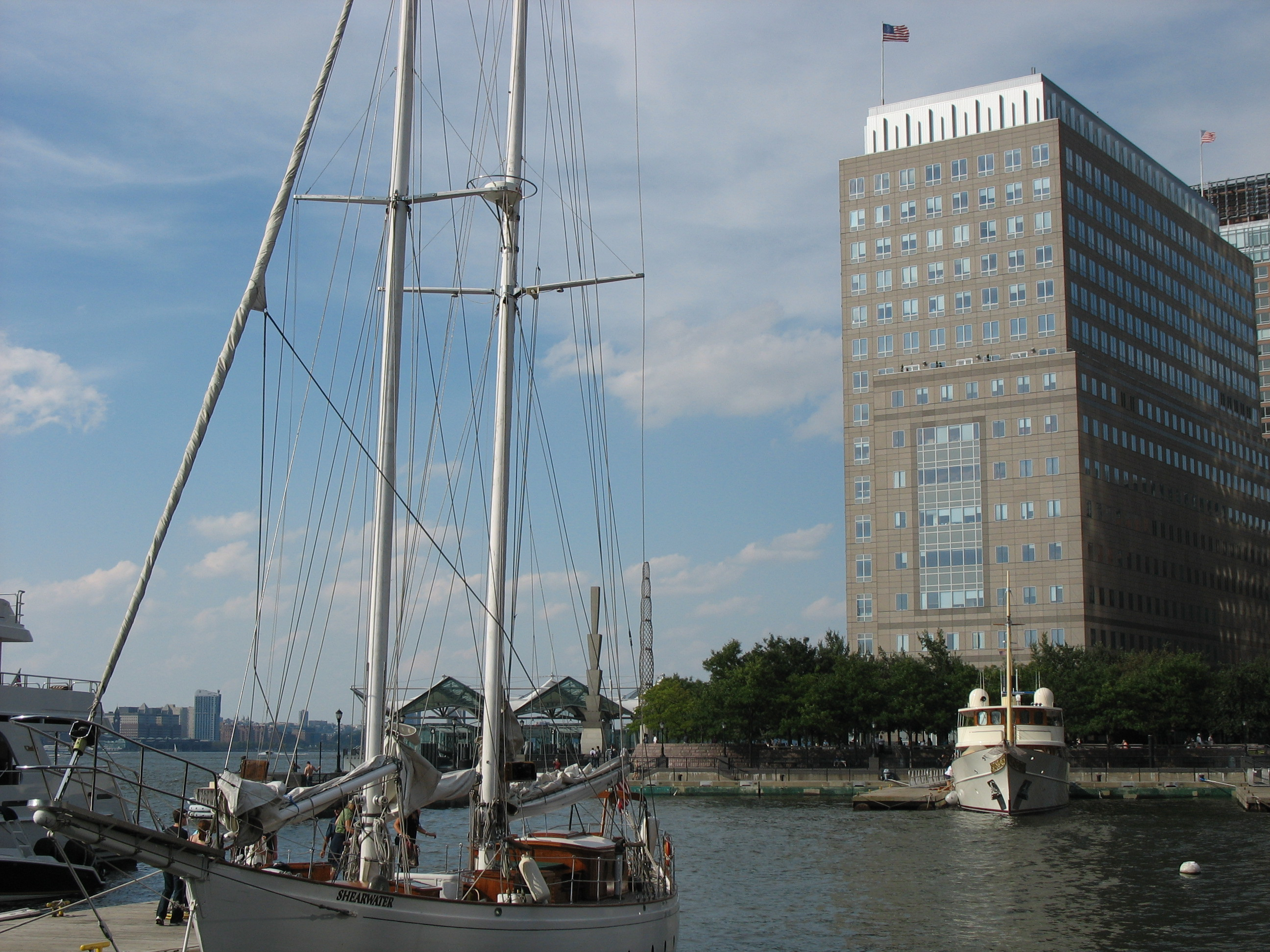
New York Mercantile Exchange – Die weltgrößte Warenterminbörse

Für den standardisierten Platinhandel an Rohstoffbörsen wurde „XPT“ als eigenes Währungskürzel nach ISO 4217 vergeben. Es bezeichnet den Preis einer Feinunze Platin in US-Dollar. XPT ist die von der Internationalen Organisation für Normung publizierte Währungs-Abkürzung, die im internationalen Zahlungsverkehr zur eindeutigen Identifizierung benutzt werden soll. Das „X“ signalisiert, dass es sich dabei um keine von einem Staat oder Staatenbund herausgegebene Währung handelt.
Die Internationale Wertpapierkennnummer im Börsenhandel (ISIN) ist XC0009665545. Das Bloomberg-Tickersymbol für den Spotmarktpreis für Platin lautet PLAT <CMDTY>.
In erster Linie werden Futures auf Platin an der Tokyo Commodity Exchange (TOCOM), aber auch an der New York Mercantile Exchange (NYMEX) gehandelt.
Für den physischen Markt (Platin in Barrenform), der außerbörslicher Handel (englisch: Over-The-Counter, OTC) genannt wird, ist der London Platinum and Palladium Market (LPPM) die wichtigste Handelsplattform weltweit. Zum Handel sind nur Barren von Affinerien und Münzprägeanstalten zugelassen, die bestimmte Qualitätsanforderungen erfüllen. Das internationale Gütesiegel „good-delivery“ (deutsch: „in guter Auslieferung“) garantiert die aufgeprägten oder eingestanzten Merkmale wie Feinheit und Gewicht. Platinbarren mit Good-Delivery-Status werden weltweit akzeptiert und gehandelt.
Ein weiterer Marktplatz für den physischen Handel von Platin ist Zürich.
Am Spotmarkt werden Preise für die sofortige physische Lieferung gehandelt, während an den Future- und Optionsmärkten Preise für Lieferungen in der Zukunft festgesetzt werden. Der Spotpreis und der Preis des Futures verlaufen in der Regel parallel.

### Platinfixing
London war historisch für dieses Metall ein wichtiges Zentrum. Der Handel wurde Anfang des 20. Jahrhunderts eingeführt, neben den schon länger etablierten Barrenmetallen. 1973 führten einige Metallhändler die „London Platinum and Palladium Quotation“ ein, der Vorläufer der Fixings. Dabei wurde zweimal täglich eine Indikation für den Platin- und Palladiumpreis am Spotmarkt gestellt. 1979 trafen führende Händler aus London und Zürich eine Vereinbarung, um die Herkunft und Spezifikationen für die Edelmetalle zu standardisieren, die sie als „Good Delivery“-Lieferung akzeptieren würden. 1987 erfolgte die Gründung des London Platinum and Palladium Market (LPPM). 1989 wurden die Quotierungen von Platin und Palladium ausgeweitet und zu vollwertigen Fixings ausgebaut. Seitdem wird das Platin- und Palladiumfixing zweimal täglich telefonisch mit dem Ziel durchgeführt, möglichst viele Transaktionen zu einem Fixpreis abzuwickeln.
- Vormittag: Montag bis Freitag 9:45 Uhr UTC (10:45 Uhr MEZ)
- Nachmittag: Montag bis Freitag 14:00 Uhr UTC (15:00 Uhr MEZ).

Die Sitzung findet an jedem Arbeitstag unter Vorsitz der Standard Bank statt. Zu dieser Veranstaltung treffen sich jeweils ein Vertreter der
- Standard Bank PLC
- Engelhard Metals
- Goldman Sachs International
- HSBC Bank USA NA London Branch und
- Johnson Matthey

die alle Mitglieder am London Platinum and Palladium Market (LPPM) sind.

### Platinanlage

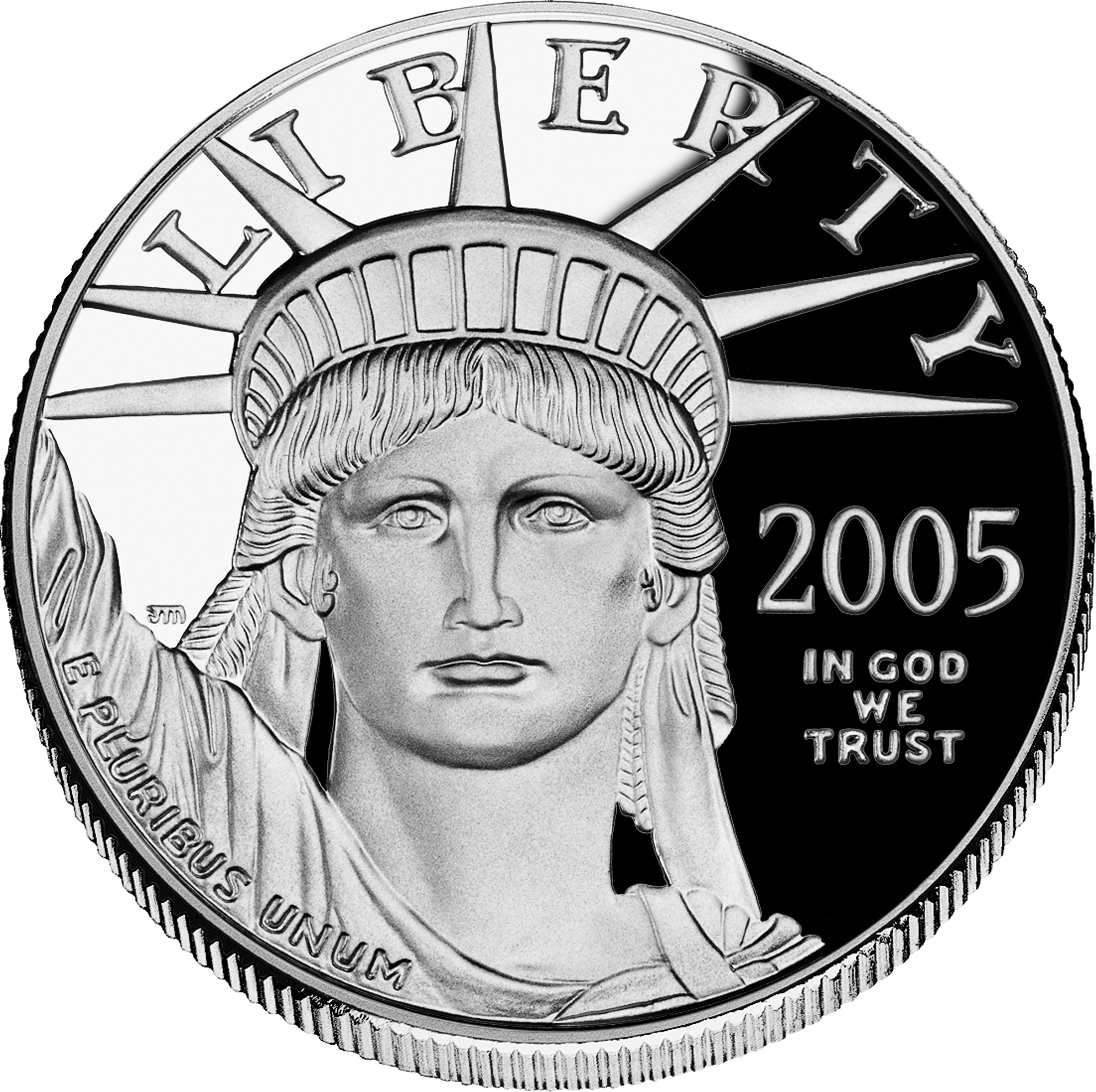
American Platinum Eagle

Eine Investition in Platin kann durch den physischen Kauf und den Wertpapierhandel erfolgen. Der Erwerb von Platinbarren und Anlagemünzen ist bei Banken, Edelmetall- und Münzhändlern möglich. Bei der Lagerung in einem Schließfach der Bank fallen Miet- und Versicherungskosten an. Im Umfang mancher Hausratversicherungen sind jedoch in (Bank-)schließfächern gelagerte Wertgegenstände bis zu bestimmten Höchstsummen eingeschlossen. Der Kauf von Barren und Münzen aus Platin unterliegt der Umsatzsteuer.
Anleger können direkt über die Börse oder den Broker in Zertifikate, Fonds oder Exchange-traded funds (ETFs) investieren. Hierbei fällt die physische Lieferung weg. Zertifikate sind von der Solvenz des Emittenten abhängig und beeinflussen die Nachfrage an den Rohstoffbörsen indirekt über die Sicherungsgeschäfte der Banken (Zertifikat → Future → Spot).
Platin wurde und wird für teure Schmuckwaren und Schreibfedern, aber auch als Zahlungsmittel und Geldanlage benutzt. Für diese Zwecke ist auch von Vorteil, dass Platin deutlich härter und mechanisch stabiler ist als Gold, das für Schmuckwaren in der Regel als Legierung verwendet wird. Die Anlagemünzen Platinum Canadian Maple Leaf und American Platinum Eagle werden heute noch ausgegeben. In Russland wurden im 19. Jahrhundert Geldmünzen aus Platin geprägt, der Platinrubel. Zunächst waren es Münzen aus etwa 10,3 Gramm Platin im Wert von 3 Rubeln, später kamen Münzen des doppelten und vierfachen Wertes und des entsprechenden Platingewichtes hinzu. Moderne Platinmünzen sind außerdem der Koala, der Panda und der Platin Noble.

## Gold-Platin-Preisverhältnis

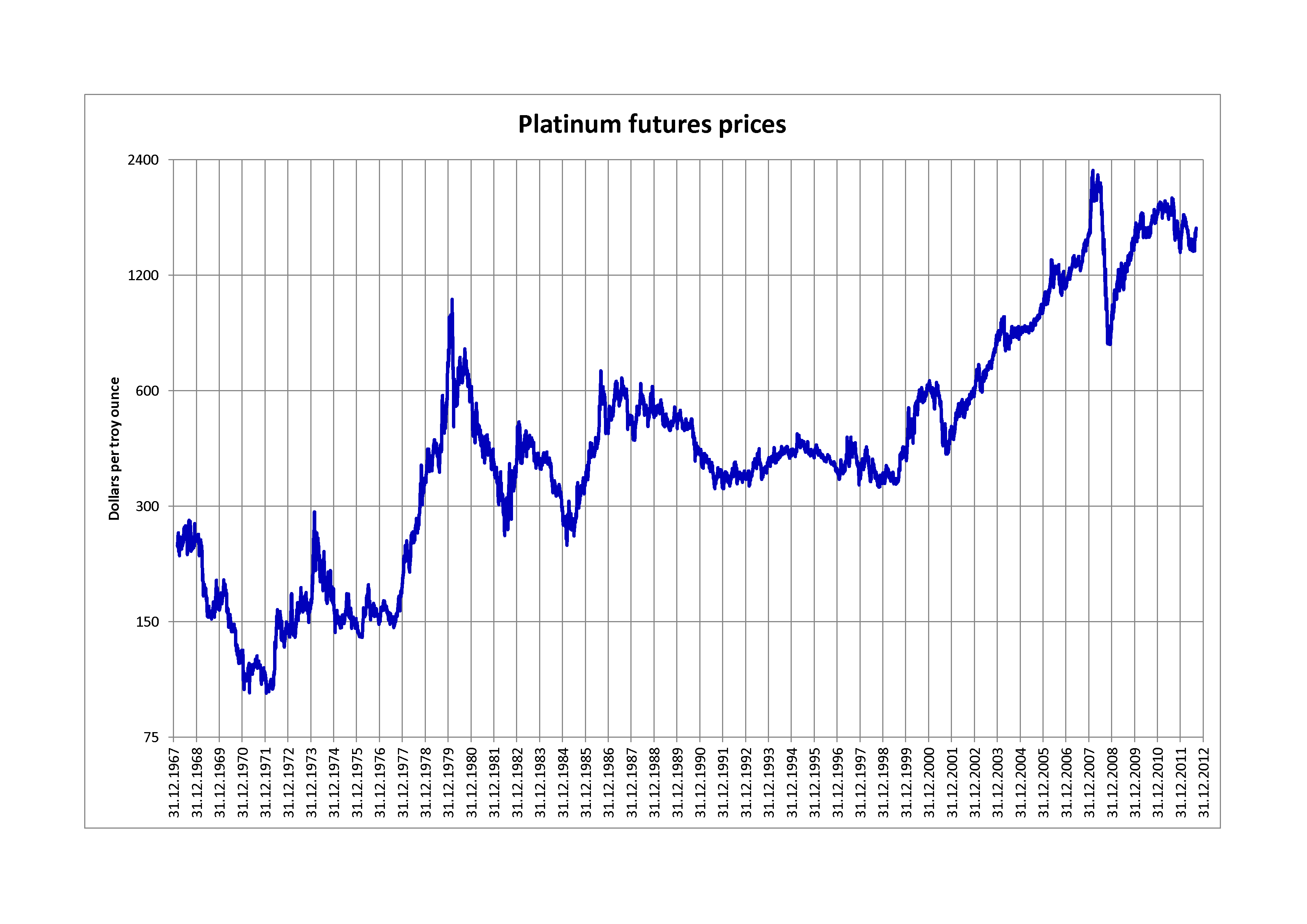
Platinpreis in US-Dollar pro Feinunze 1968–2012

Die „Gold-Platin-Ratio“ gibt an, wie viele Einheiten Platin benötigt werden, um eine Einheit Gold zu kaufen. Das Preisverhältnis zwischen den beiden Edelmetallen änderte sich im Wirtschaftsleben innerhalb weniger Jahre immer wieder grundlegend; stets kam es dann zu Ausschlägen, denen nach einiger Zeit Rückschläge folgten. Im Allgemeinen ist Platin während Perioden mit anhaltendem wirtschaftlichen Wachstum oft teurer als Gold (Preisverhältnis < 1,0), während in Zeiten der wirtschaftlichen Unsicherheit der Platinpreis wegen der geringeren Nachfrage oft unter den Goldpreis fällt (Gold-Platin-Ratio > 1,0). In der Finanzgeschichte beider Edelmetalle war von 1880 bis 1900 Gold wertvoller, seit 1901 lag dagegen der Wert für Platin meistens über dem Goldpreis.
Nachfolgend sind die jährlichen Höchst-, Tiefst- und Schlussstände für die Platin-Futures in US-Dollar pro Feinunze angegeben, deren Handel am 4. März 1968 an der New York Mercantile Exchange (NYMEX) begann. Außerdem sind die jährlichen Schlussstände von Gold sowie die Gold-Platin-Ratio im gleichen Zeitraum aufgeführt. Die Tabelle zeigt auch die Performance beider Edelmetalle.
| Jahr | Höchststand Platin | Tiefststand Platin | Schlussstand Platin | Veränderung in % | Schlussstand Gold | Veränderung in % | Gold-Platin- Ratio |
| ---- | ------------------ | ------------------ | ------------------- | ---------------- | ----------------- | ---------------- | ------------------ |
| 1968 | 277,00             | 220,00             | 247,70              | 106,42           | 41,72             | 17,52            | 0,17               |
| 1969 | 255,50             | 152,00             | 161,00              | −35,00           | 35,40             | −15,15           | 0,22               |
| 1970 | 195,50             | 116,00             | 124,10              | −22,92           | 37,60             | 6,21             | 0,30               |
| 1971 | 127,50             | 94,50              | 110,20              | −11,20           | 43,80             | 16,49            | 0,40               |
| 1972 | 163,70             | 96,40              | 144,50              | 31,13            | 65,20             | 48,86            | 0,45               |
| 1973 | 188,80             | 135,10             | 165,00              | 14,19            | 114,50            | 75,61            | 0,69               |
| 1974 | 300,00             | 164,10             | 165,00              | 0,00             | 185,70            | 62,18            | 1,13               |
| 1975 | 179,50             | 138,10             | 149,40              | −9,45            | 148,80            | −19,87           | 1,00               |
| 1976 | 188,70             | 135,00             | 152,00              | 1,74             | 137,70            | −7,46            | 0,91               |
| 1977 | 190,00             | 144,20             | 189,20              | 24,47            | 167,50            | 21,64            | 0,89               |
| 1978 | 390,00             | 186,60             | 354,60              | 87,42            | 229,00            | 36,72            | 0,65               |
| 1979 | 715,30             | 342,50             | 692,60              | 95,32            | 541,00            | 136,24           | 0,78               |
| 1980 | 1045,00            | 465,00             | 606,00              | −12,50           | 599,50            | 10,81            | 0,99               |
| 1981 | 621,00             | 371,00             | 384,10              | −36,62           | 402,80            | −32,81           | 1,05               |
| 1982 | 409,00             | 246,00             | 392,60              | 2,21             | 453,00            | 12,46            | 1,15               |
| 1983 | 502,00             | 375,00             | 399,50              | 1,76             | 388,00            | −14,35           | 0,97               |
| 1984 | 419,00             | 291,00             | 293,00              | −26,66           | 309,70            | −20,18           | 1,06               |
| 1985 | 359,80             | 236,00             | 346,20              | 18,16            | 331,10            | 6,91             | 0,96               |
| 1986 | 682,00             | 340,00             | 476,20              | 37,55            | 406,90            | 22,89            | 0,85               |
| 1987 | 658,50             | 472,00             | 507,60              | 6,59             | 488,90            | 20,15            | 0,96               |
| 1988 | 630,00             | 439,50             | 515,60              | 1,58             | 412,30            | −15,67           | 0,80               |
| 1989 | 571,00             | 466,20             | 496,30              | −3,74            | 405,20            | −1,72            | 0,82               |
| 1990 | 536,90             | 388,10             | 414,00              | −16,58           | 396,20            | −2,22            | 0,96               |
| 1991 | 425,50             | 330,00             | 339,20              | −18,07           | 355,20            | −10,35           | 1,05               |
| 1992 | 395,50             | 329,50             | 352,60              | 3,95             | 333,10            | −6,22            | 0,94               |
| 1993 | 427,50             | 335,50             | 397,50              | 12,73            | 391,90            | 17,65            | 0,99               |
| 1994 | 437,00             | 379,00             | 421,20              | 5,96             | 384,40            | −1,19            | 0,91               |
| 1995 | 466,00             | 398,00             | 401,90              | −4,58            | 388,10            | 0,96             | 0,97               |
| 1996 | 436,90             | 369,10             | 374,60              | −6,79            | 369,20            | −4,87            | 0,99               |
| 1997 | 473,80             | 339,50             | 368,80              | −1,55            | 289,90            | −21,48           | 0,79               |
| 1998 | 432,00             | 334,00             | 367,20              | −0,43            | 289,20            | −0,24            | 0,79               |
| 1999 | 434,00             | 341,50             | 422,20              | 14,98            | 289,60            | 0,14             | 0,69               |
| 2000 | 629,90             | 388,10             | 608,10              | 44,03            | 273,60            | −5,52            | 0,45               |
| 2001 | 640,00             | 401,00             | 485,00              | −20,24           | 279,00            | 1,97             | 0,58               |
| 2002 | 610,00             | 445,20             | 594,40              | 22,56            | 348,20            | 24,80            | 0,59               |
| 2003 | 843,00             | 590,00             | 805,30              | 35,48            | 416,10            | 19,50            | 0,52               |
| 2004 | 938,00             | 762,00             | 859,70              | 6,76             | 438,40            | 5,36             | 0,51               |
| 2005 | 1024,00            | 838,50             | 976,00              | 13,53            | 519,50            | 18,50            | 0,53               |
| 2006 | 1338,00            | 978,00             | 1142,00             | 17,01            | 638,00            | 22,81            | 0,56               |
| 2007 | 1551,50            | 1111,50            | 1517,50             | 32,89            | 837,90            | 31,33            | 0,55               |
| 2008 | 2308,80            | 762,10             | 945,00              | −37,73           | 880,20            | 5,05             | 0,93               |
| 2009 | 1514,80            | 919,00             | 1470,80             | 55,64            | 1097,20           | 24,65            | 0,75               |
| 2010 | 1809,70            | 1444,30            | 1773,10             | 20,55            | 1421,60           | 29,57            | 0,80               |
| 2011 | 1918,35            | 1348,05            | 1403,25             | −20,86           | 1566,15           | 10,17            | 1,12               |
| 2012 | 1738,85            | 1380,50            | 1543,00             | 9,96             | 1675,85           | 7,00             | 1,09               |
| 2013 | 1742,90            | 1296,10            | 1371,00             | −11,15           | 1203,60           |                  | 0,88               |
| 2014 | 1523,65            | 1176,00            | 1209,15             | −13,38           | 1184,10           |                  | 0,98               |
| 2015 | 1290,15            | 825,50             | 892,50              | −26,19           | 1060,40           |                  | 1,19               |
| 2016 | 1199,45            | 811,65             | 905,65              | 1,47             | 1152,00           |                  | 1,27               |
| 2017 | 1047,65            | 872,40             | 938,30              | 3,60             | 1309,30           |                  | 1,40               |
| 2018 | 1033,30            | 755,70             | 800,60              | −14,67           | 1281,30           |                  | 1,60               |
| 2019 | 1000,80            | 780,90             | 977,80              | 18,12            | 1523,10           |                  | 1,56               |
| 2020 | 1093,10            | 562,00             | 1079,20             | 9,39             | 1895,10           |                  | 1,76               |
| 2021 | 1348,20            | 886,00             | 966,20              | −11,69           | 1820,10           |                  | 1,88               |
| 2022 | 1148,90            | 856,80             | 1082,90             | 12,08            | 1812,35           |                  | 1,67               |
| 2023 | 1137,90            | 843,10             | 1009,20             | −7,30            | 2062,40           |                  | 2,04               |

## Preise anderer Edelmetalle
- Goldpreis
- Silberpreis
- Palladiumpreis